# Pauline Parmentier
Pauline Parmentier (Cucq, 1986. január 31. –) francia teniszezőnő, Fed-kupa-győztes, olimpikon.
2000–2020 közötti profi pályafutása során egyéniben négy WTA-tornát nyert meg, ezen kívül tíz egyéni és három páros ITF-tornán végzett az első helyen. A Grand Slam-tornákon a legjobb eredménye a 2014-es Roland Garroson egyéniben elért 4. kör. Párosban ugyancsak a 2014-es Roland Garroson legjobbjaként a 3. körig jutott. Legjobb egyéni világranglista-helyezése 40. hely volt, ezt 2008. július 21-én érte el, párosban 2012. április 30-án került a legjobbjának számító 89. helyre.
A 2008-as pekingi olimpián egyéniben és párosban képviselte Franciaországot. 2010–2019 között szerepelt a francia Fed-kupa-csapatban, 2019-ben tagja volt a trófeát elnyerő francia válogatottnak.
A 2020-as Roland Garroson játszotta utolsó profi tenisz mérkőzését.

## WTA-döntői

### Egyéni

#### Győzelmei (4)
| Összesítés           |                        |
| Grand Slam-torna (0) |                        |
| Tier I (0)           | Premier Mandatory* (0) |
| Tier II (0)          | Premier Five* (0)      |
| Tier III (1)         | Premier* (0)           |
| Tier IV (1)          | International* (2)     |
| Tier V (0)           | Challenger* (0)        |

* 2009-től megváltozott a tornák rendszere.
 Az egymás mellett azonos színnel jelölt tornatípusok között nincs teljes mértékű megfelelés.
| No. | Dátum                | Helyszín                               | Borítás     | Ellenfél a döntőben | Eredmény a döntőben | Eredmény a döntőben |
| 1.  | 2007. október 2.     | Tashkent Open, Taskent, Üzbegisztán    | Kemény      | Viktorija Azaranka  | 7–5, 6–2            |                     |
| 2.  | 2008. július 14.     | Gastein Ladies, Bad Gastein, Ausztria  | Salak       | Lucie Hradecká      | 6–4, 6–4            |                     |
| 3.  | 2018. április 29.    | Istanbul Cup, Isztambul, Törökország   | Salak       | Polona Hercog       | 6–4, 3–6, 6–3       |                     |
| 4.  | 2018. szeptember 16. | Coupe Banque Nationale, Québec, Kanada | Szőnyeg (f) | Jessica Pegula      | 7–5, 6–2            |                     |

### Páros

#### Elveszített döntői (1)
|    | Dátum               | Torna                                       | Borítás | Partner      | Ellenfelek a döntőben          | Eredmény a döntőben | Eredmény a döntőben |
| 1. | 2011. augusztus 27. | Texas Tennis Open, Dallas, Egyesült Államok | Kemény  | Alizé Cornet | Alberta Brianti Sorana Cîrstea | 5–7, 3–6            |                     |

## WTA 125K-döntői

### Páros: 1 (0–1)
| Eredmény | Gy–V | Dátum              | Torna                          | Borítás    | Partner      | Ellenfél                          | Eredmény |
| -------- | ---- | ------------------ | ------------------------------ | ---------- | ------------ | --------------------------------- | -------- |
| Döntős   | 0–1  | 2017. november 11. | Open de Limoges, Franciaország | Kemény (f) | Chloé Paquet | Valerija Szavinih Maryna Zanevska | 0–6, 2–6 |

## ITF döntői
| Díjazás        |
| -------------- |
| $100,000 torna |
| $75,000 torna  |
| $50,000 torna  |
| $25,000 torna  |
| $10,000 torna  |

### Egyéni: 25 (10–15)
| Eredmény | No. | Dátum                | Torna                               | Borítás    | Ellenfél                 | Eredmény         |
| -------- | --- | -------------------- | ----------------------------------- | ---------- | ------------------------ | ---------------- |
| Győztes  | 1.  | 2004. november 29.   | Kairó, Egyiptom                     | Salak      | Julija Usztyuzsanyina    | 6–1, 6–1         |
| Döntős   | 1.  | 2004. december 6.    | Kairó, Egyiptom                     | Salak      | Galina Fokina            | 6–4, 6–3         |
| Döntős   | 2.  | 2006. július 2.      | Périgueux, Franciaország            | Salak      | Yevgenia Savranska       | 6–1, 6–7, 2–6    |
| Győztes  | 2.  | 2007. január 16.     | Fort Walton Beach, Egyesült Államok | Kemény     | Jana Jurićová            | 6–4, 6–3         |
| Győztes  | 3.  | 2007. április 10.    | Biarritz, Franciaország             | Salak      | Selima Sfar              | 6–2, 6–4         |
| Győztes  | 4.  | 2007. április 10.    | Pétange, Luxemburg                  | Salak      | Martina Müller           | 6–1, 6–4         |
| Döntős   | 3.  | 2009. október 5.     | Barnstaple, Egyesült Királyság      | Kemény (f) | Johanna Larsson          | 2–6, 2–6         |
| Győztes  | 5.  | 2009. október 19.    | Saint Raphaël, Franciaország        | Kemény     | Sandra Záhlavová         | 7–6(4), 6–2      |
| Döntős   | 4.  | 2010. július 4.      | Cuneo, Olaszország                  | Salak      | Romina Oprandi           | 0–6, 2–6         |
| Döntős   | 5.  | 2010. október 25.    | Poitiers, Franciaország             | Kemény (f) | Sofia Arvidsson          | 2–6, 6–7         |
| Döntős   | 6.  | 2011. május 8.       | Cagnes-sur-Mer, Franciaország       | Salak      | Sorana Cîrstea           | 7–6 2–6 2–6      |
| Győztes  | 6.  | 2011. június 6.      | Marseille, Franciaország            | Salak      | Irina-Camelia Begu       | 6–3, 6–2         |
| Győztes  | 7.  | 2011. július 4.      | Biarritz, Franciaország             | Salak      | Patricia Mayr-Achleitner | 1–6, 6–4, 6–4    |
| Döntős   | 7.  | 2012. június 17.     | Marseille, Franciaország            | Salak      | Lourdes Domínguez Lino   | 3–6, 3–6         |
| Döntős   | 8.  | 2013. szeptember 16. | Mont-de-Marsan, Franciaország       | Salak      | Teliana Pereira          | 1–6, 4–6         |
| Döntős   | 9.  | 2013. szeptember 22. | Saint-Malo, Franciaország           | Salak      | Teliana Pereira          | 2–6, 1–6         |
| Győztes  | 8.  | 2014. február 9.     | Grenoble, Franciaország             | Kemény (f) | Anasztaszija Vasziljeva  | 2–6, 6–0, 6–4    |
| Döntős   | 10. | 2014. február 23.    | Nottingham, Egyesült Királyság      | Kemény (f) | Jekatyerina Bicskova     | 0–3 feladta      |
| Döntős   | 11. | 2014. március 31.    | Edgbaston, Egyesült Királyság       | Kemény (f) | Çağla Büyükakçay         | 4–6, 6–2, 2–6    |
| Döntős   | 12. | 2014. május 18.      | Saint-Gaudens, Franciaország        | Salak      | Danka Kovinić            | 1–6, 2–6         |
| Döntős   | 13. | 2015. június 6.      | Marseille, Franciaország            | Salak      | Monica Niculescu         | 2–6, 5–7         |
| Győztes  | 9.  | 2015. június 14.     | Essen, Németország                  | Salak      | Viktorija Golubic        | 3–6, 7–6(4), 6–3 |
| Döntős   | 14. | 2015. november 1.    | Poitiers, Franciaország             | Kemény (f) | Monica Niculescu         | 5–7, 2–6         |
| Döntős   | 15. | 2016. április 2.     | Croissy-Beaubourg, Franciaország    | Kemény (f) | Ivana Jorović            | 1–6, 6–4, 4–6    |
| Győztes  | 10. | 2016. július 10.     | Contrexéville, Franciaország        | Salak      | Océane Dodin             | 6–1, 6–1         |

### Páros: 5 (3–2)
| Eredmény | No. | Dátum              | Torna                                 | Borítás | Partner               | Ellenfél                                 | Eredmény         |
| -------- | --- | ------------------ | ------------------------------------- | ------- | --------------------- | ---------------------------------------- | ---------------- |
| Döntős   | 1.  | 2003. július 14.   | Le Touquet-Paris-Plage, Franciaország | Salak   | Mandy Minella         | Natacha Randriantefy Aurélie Védy        | 2–6, 2–6         |
| Győztes  | 1.  | 2003. november 16. | Deauville, Franciaország              | Salak   | Aurélie Védy          | Maria Geznenge Zuzana Hejdová            | 5–7, 6–2, 6–1    |
| Győztes  | 2.  | 2004. november 23. | Kairó, Egyiptom                       | Salak   | Petra Cetkovská       | Galina Fokina Raisza Gurevics            | 6–4, 6–2         |
| Döntős   | 2.  | 2009. július 19.   | Contrexéville, Franciaország          | Salak   | Stéphanie Cohen-Aloro | Yvonne Meusburger Kathrin Wörle-Scheller | 2–6, 2–6         |
| Győztes  | 3.  | 2015. február 28.  | Campinas, Brazília                    | Salak   | Olivia Rogowska       | Andrea Gámiz Paula Cristina Gonçalves    | 7–5, 4–6, [10–8] |

## Eredményei Grand Slam-tornákon

### Egyéni
| Grand Slam | Australian Open | Australian Open     | Roland Garros  | Roland Garros      | Wimbledon      | Wimbledon           | US Open        | US Open           |
| Év         | Eredmény        | Utolsó ellenfél     | Eredmény       | Utolsó ellenfél    | Eredmény       | Utolsó ellenfél     | Eredmény       | Utolsó ellenfél   |
| 2004       | –               | –                   | Selejtező (Q2) | Selejtező (Q2)     | –              | –                   | –              | –                 |
| 2005       | –               | –                   | 1. kör         | Iveta Benešová     | –              | –                   | 2. kör         | Lindsay Davenport |
| 2006       | Selejtező (Q2)  | Selejtező (Q2)      | 1. kör         | Iveta Benešová     | Selejtező (Q1) | Selejtező (Q1)      | Selejtező (Q2) | Selejtező (Q2)    |
| 2007       | –               | –                   | 2. kör         | Li Na              | –              | –                   | 2. kör         | Martina Hingis    |
| 2008       | 2. kör          | Agnieszka Radwańska | 1. kör         | C Suárez Navarro   | 2. kör         | Casey Dellacqua     | 2. kör         | J Gyementyjeva    |
| 2009       | –               | –                   | 1. kör         | Marion Bartoli     | 2. kör         | Sz Kuznyecova       | Selejtező (Q3) | Selejtező (Q3)    |
| 2010       | 1. kör          | Elena Baltacha      | 1. kör         | Kaia Kanepi        | 1. kör         | Cseng Csie          | 2. kör         | Sahar Peér        |
| 2011       | 1. kör          | Cvetana Pironkova   | 2. kör         | V Azaranka         | 2. kör         | Kszenyija Pervak    | 2. kör         | A Amanmuradova    |
| 2012       | 2. kör          | Monica Niculescu    | 1. kör         | Urszula Radwańska  | 1. kör         | Sorana Cîrstea      | 3. kör         | Petra Kvitová     |
| 2013       | 1. kör          | Volha Havarcova     | 1. kör         | M Rybáriková       | 1. kör         | Andrea Petković     | Selejtező (Q2) | Selejtező (Q2)    |
| 2014       | 1. kör          | Karolína Plíšková   | 4. kör         | Garbiñe Muguruza   | Selejtező (Q1) | Selejtező (Q1)      | 1. kör         | Kaia Kanepi       |
| 2015       | 1. kör          | Stefanie Vögele     | 1. kör         | S Soler Espinosa   | 1. kör         | L Arruabarrena      | Selejtező (Q1) | Selejtező (Q1)    |
| 2016       | Selejtező (Q1)  | Selejtező (Q1)      | 3. kör         | Bacsinszky Tímea   | 1. kör         | Kateřina Siniaková  | 1. kör         | Caroline Garcia   |
| 2017       | 2. kör          | Coco Vandeweghe     | 2. kör         | Carina Witthöft    | 1. kör         | Kristina Mladenovic | 1. kör         | Océane Dodin      |
| 2018       | 1. kör          | Denisa Allertová    | 3. kör         | Caroline Wozniacki | 1. kör         | Taylor Townsend     | 1. kör         | Madison Keys      |
| 2019       | 1. kör          | A Potapova          | 1. kör         | Kiki Bertens       | 2. kör         | C Suárez Navarro    | 1. kör         | A Pavljucsenkova  |
| 2020       | 1. kör          | Vang Csiang         | 1. kör         | V Kugyermetova     | elmaradt       | elmaradt            | –              | –                 |

### Páros
| Grand Slam | Australian Open      | Australian Open                     | Roland Garros              | Roland Garros                       | Wimbledon           | Wimbledon                            | US Open                   | US Open                                |
| Év         | Eredmény Partner     | Utolsó ellenfél                     | Eredmény Partner           | Utolsó ellenfél                     | Eredmény Partner    | Utolsó ellenfél                      | Eredmény Partner          | Utolsó ellenfél                        |
| 2004       | –                    | –                                   | 1. kör Aurélie Védy        | A Miszkina V Zvonarjova             | –                   | –                                    | –                         | –                                      |
| 2005       | –                    | –                                   | 1. kör Mailyne Andrieux    | Vera Dusevina Barbora Strýcová      | –                   | –                                    | –                         | –                                      |
| 2006       | –                    | –                                   | 1. kör Camille Pin         | Līga Dekmeijere Patty Schnyder      | –                   | –                                    | –                         | –                                      |
| 2007       | –                    | –                                   | 1. kör Olivia Sanchez      | Nakamura Aiko Tamarine Tanasugarn   | –                   | –                                    | –                         | –                                      |
| 2008       | 1. kör Anne Kremer   | Cara Black Liezel Huber             | 2. kör Émilie Loit         | A Medina Garrigues V Ruano Pascual  | 2. kör Émilie Loit  | Gyinara Szafina Szávay Ágnes         | 1. kör Émilie Loit        | Lisa Raymond Samantha Stosur           |
| 2009       | –                    | –                                   | 2. kör M Johansson         | A-L Grönefeld Patty Schnyder        | 1. kör Alizé Cornet | A Pavljucsenkova Francesca Schiavone | –                         | –                                      |
| 2010       | –                    | –                                   | 1. kör S Cohen-Aloro       | Dominika Cibulková Julia Görges     | –                   | –                                    | –                         | –                                      |
| 2011       | –                    | –                                   | 2. kör Kristina Mladenovic | Michaëlla Krajicek Lucie Šafářová   | 1. kör M Johansson  | J Gajdošová K Zakopalová             | 1. kör M Johansson        | MJ Martínez Sánchez A Medina Garrigues |
| 2012       | 1. kör M Johansson   | Polona Hercog Cseng Csie            | 1. kör Julie Coin          | Andrea Hlaváčková Lucie Hradecká    | 1. kör Alizé Cornet | Christina McHale Tamira Paszek       | 1. kör Michaëlla Krajicek | Hszie Su-vej A Medina Garrigues        |
| 2013       | 2. kör M Johansson   | Hszie Su-vej Peng Suaj              | 2. kör Julie Coin          | Sara Errani Roberta Vinci           | 2. kör Alizé Cornet | Julia Görges B Záhlavová-Strýcová    | –                         | –                                      |
| 2014       | –                    | –                                   | 3. kör Julie Coin          | Marina Eraković A Parra Santonja    | 1. kör Laura Thorpe | Zarina Dias P Mayr-Achleitner        | 2. kör Sorana Cîrstea     | A Kudrjavceva Anastasia Rodionova      |
| 2015       | 1. kör Alizé Cornet  | Shelby Rogers Donna Vekić           | 1. kör Julie Coin          | Michaëlla Krajicek Barbora Strýcová | –                   | –                                    | –                         | –                                      |
| 2016       | –                    | –                                   | 2. kör M Johansson         | Caroline Garcia Kristina Mladenovic | –                   | –                                    | 1. kör Alizé Cornet       | Darija Jurak Anastasia Rodionova       |
| 2017       | 2. kör Tatjana Maria | Babos Tímea A Pavljucsenkova        | 2. kör Yanina Wickmayer    | Kiki Bertens Johanna Larsson        | –                   | –                                    | –                         | –                                      |
| 2018       | 1. kör Tatjana Maria | Michaëlla Krajicek Alla Kudrjavceva | 1. kör Amandine Hesse      | Viktorija Golubic Nina Stojanović   | –                   | –                                    | 1. kör Michaëlla Krajicek | Raquel Atawo A-L Grönefeld             |
| 2019       | 1. kör María Szákari | Csiang Hszin-jü Vang Csiang         | 1. kör Chloé Paquet        | Belinda Bencic Viktória Kužmová     | 1. kör Andreea Mitu | Danielle Collins B Mattek-Sands      | –                         | –                                      |
| 2020       | –                    | –                                   | 1. kör Alizé Cornet        | Laura Siegemund Vera Zvonarjova     | elmaradt            | elmaradt                             | –                         | –                                      |

## Év végi világranglista-helyezései
| Év     | 2003 | 2004 | 2005 | 2006 | 2007 | 2008 | 2009 | 2010 | 2011 | 2012 | 2013 | 2014 | 2015 | 2016 | 2017 | 2018 | 2019 | 2020 |
| Egyéni | 493. | 261. | 207. | 197  | 59.  | 62.  | 109. | 102. | 74.  | 66.  | 225. | 79.  | 116. | 73.  | 91.  | 54.  | 122. | 172. |
| Páros  | 733. | 356. | 369. | 657. | 424. | 172. | 192. | 587. | 124. | 210. | 112. | 129. | 295. | 364. | 262. | 384. | 832. | 974. |